# Glaphyropteridopsis glabrata
Glaphyropteridopsis glabrata är en kärrbräkenväxtart som beskrevs av Ren-Chang Ching, Amp; W.M. Chu och Y. X. Lin. Glaphyropteridopsis glabrata ingår i släktet Glaphyropteridopsis och familjen Thelypteridaceae. Inga underarter finns listade.